# Élément légal
Als élément légal bezeichnet man im Strafrecht Frankreichs eine Voraussetzung der Strafbarkeit. Das élément légal gilt dabei als Ausprägung des Verfassungsgrundsatzes vom principe de légalité (~ Gesetzlichkeitsprinzips). Die französische Lehre prüft das Vorliegen des élément légal in zwei Schritten: 1. Liegt eine Rechtsvorschrift vor, die das zu prüfende Verhalten pönalisiert? und 2. Liegen Umstände vor, die die Anwendbarkeit der Vorschrift hindern?